# Вествуд (Массачусетс)
Вествуд (англ. Westwood) — місто (англ. town) в США, в окрузі Норфолк штату Массачусетс. Населення — 16 266 осіб (2020).

## Демографія
Згідно з переписом 2010 року, у місті мешкало 14 618 осіб у 5249 домогосподарствах у складі 3962 родин. Було 5431 помешкання
Расовий склад населення:
| - 92,7 % — білих - 5,0 % — азіатів - 0,9 % — чорних або афроамериканців |

До двох чи більше рас належало 1,0 %. Частка іспаномовних становила 1,6 % від усіх жителів.
За віковим діапазоном населення розподілялося таким чином: 29,2 % — особи молодші 18 років, 52,6 % — особи у віці 18—64 років, 18,2 % — особи у віці 65 років та старші. Медіана віку мешканця становила 43,9 року. На 100 осіб жіночої статі у місті припадало 91,0 чоловіків;  на 100 жінок у віці від 18 років та старших — 86,0 чоловіків також старших 18 років.
Середній дохід на одне домашнє господарство  становив 187 296 доларів США (медіана — 145 799), а середній дохід на одну сім'ю — 213 345 доларів (медіана — 166 656). Медіана доходів становила 113 000 доларів для чоловіків та 79 359 доларів для жінок. За межею бідності перебувало 1,9 % осіб, у тому числі 2,4 % дітей у віці до 18 років та 2,1 % осіб у віці 65 років та старших.
Цивільне працевлаштоване населення становило 7791 особа. Основні галузі зайнятості: освіта, охорона здоров'я та соціальна допомога — 24,4 %, науковці, спеціалісти, менеджери — 19,0 %, фінанси, страхування та нерухомість — 15,6 %.